# Vinbergs kyrkby
Vinbergs kyrkby är en bebyggelse i Falkenbergs kommun och kyrkbyn i Vinbergs socken i Hallands län belägen söder om Vinberg och nordost om Falkenberg. Vinbergs kyrkby var från 1980  till 2020 av SCB klassad som en tätort, för att 2020 ses som en del av tätorten Falkenberg.
Namnet kommer troligen från ett berg och att detta var utsatt för vind. Namnet förekommer första gången som 'Winberghe' 1458 

## Befolkningsutveckling
| Befolkningsutvecklingen i Vinbergs kyrkby 1980–2015 | Befolkningsutvecklingen i Vinbergs kyrkby 1980–2015 | Befolkningsutvecklingen i Vinbergs kyrkby 1980–2015 | Befolkningsutvecklingen i Vinbergs kyrkby 1980–2015 | Befolkningsutvecklingen i Vinbergs kyrkby 1980–2015 |
| --------------------------------------------------- | --------------------------------------------------- | --------------------------------------------------- | --------------------------------------------------- | --------------------------------------------------- |
|                                                     |                                                     |                                                     |                                                     |                                                     |
| År                                                  |                                                     |                                                     | Folkmängd                                           | Areal (ha)                                          |
| 1980                                                | 1980                                                |                                                     | 202                                                 |                                                     |
| 1990                                                | 1990                                                |                                                     | 215                                                 | 59                                                  |
| 1995                                                | 1995                                                |                                                     | 216                                                 | 62                                                  |
| 2000                                                | 2000                                                |                                                     | 211                                                 | 62                                                  |
| 2005                                                | 2005                                                |                                                     | 216                                                 | 62                                                  |
| 2010                                                | 2010                                                |                                                     | 208                                                 | 64                                                  |
| 2015                                                | 2015                                                |                                                     | 242                                                 | 145                                                 |
| Anm.: Ny tätort 1980                                |                                                     |                                                     |                                                     |                                                     |